# 배리 킬비
배리 킬비(Barry Kilby)는 잉글랜드의 기업인이자 잉글랜드 프리미어리그의 번리 FC의 구단주이다.
킬비는 유로포인트 그룹을 창립해 세계 최대의 미디어 게임 공급자가 되었고, 1998년 10월 번리 FC에 합류해 2달 뒤 회사의 연례 총회에서 투표를 거쳐 회장이 되었다.
1999년 1월에는 300만 파운드를 투자해 번리 FC의 대주주가 되었으며, 스포츠나 레저, 축구 학교, 게임 종합 솔루션 회사, 프로 축구 클럽을 후원하는 회사도 소유하고 있다.